# Vincent Niessen
Vincent Niessen (* 1997) ist ein deutscher Jazzmusiker (Kontrabass, E-Bass).

## Leben und Wirken
Niessen stammt aus Timmendorfer Strand. Als Schüler fand er im Alter von 13 Jahren zum E-Bass; er spielte in der Bigband des Ostsee-Gymnasiums Timmendorfer Strand. Außerdem begann er mit 17 Jahren Kontrabass zu lernen. Seit 2016 studierte er im Jazz-Studiengang der Hochschule für Musik Carl Maria von Weber Dresden und für ein Jahr am Pariser Konservatorium. Zudem war er Mitglied in den Landesjugendjazzorchestern von Schleswig-Holstein und Hamburg.
Niessen gehört dem kollaborativen Quintett Quintessence an. Mit dem Nordsnø Ensemble, mit dem das Album  Om Svalor och Smältvatten (Fattoria Musica 2020) entstand, konzertierte er 2022 bei JazzBaltica. Er leitet ein eigenes Quartett mit dem Trompeter Timothée Garson, dem Saxophonisten Phillip Dornbusch und dem Schlagzeuger Timothée Garson. Mit Shogo Seifert, Peter-Peter Röhm und Lukas Heckers bildete er das Quartett Vier Föhne. Weiterhin trat er auch im Trio mit Alexander Rueß und Tim Gerwien auf und ist Teil des Loïc Rosnay Quartetts sowie von Shogo Seiferts Oktett Rauke.

## Preise und Auszeichnungen
Niessen erhielt 2019 den IB.SH-JazzAward 2019 der Jazz Baltica und gab ein „sehr reifes Konzert“ mit seinem Quintett.